# Cleistochlamys
Cleistochlamys là chi thực vật có hoa trong họ Annonaceae.

## Các loài
- Cleistochlamys kirkii (Benth.) Oliv., 1865[2]